# 高崎直道
高崎 直道（たかさき じきどう、1926年(大正15年)9月6日 - 2013年(平成25年)5月4日）は、日本の仏教学者・僧侶。東京大学名誉教授、鶴見大学名誉教授。

## 経歴
東京府出身。1950年東京大学文学部印度哲学科卒。大学院に進み、54年インド政府給費留学生としてプーナ大学（英語版）大学院に学び58年「宝性論の研究」で博士の学位を取得。駒澤大学助教授、1969年大阪大学文学部助教授、1976年東京大学文学部助教授、1977年同教授。
1972年「如来蔵思想の形成」で東京大学より文学博士の学位を取得。1975年同研究で日本学士院賞・恩賜賞受賞。85年曹洞宗静勝寺の住職。1987年東京大学を定年退官、名誉教授、鶴見大学教授、1992年学長。退任後、名誉教授。
2013年5月4日、肺炎にて逝去。86歳没。

## 著書

### 単著
- 『如来蔵思想の形成 インド大乗仏教思想研究』春秋社、1975
- 『佛典講座 17　楞伽経』大蔵出版、1980、新装版2006
- 『仏教入門』東京大学出版会、1983
- 『般若心経の話』曹洞宗宗務庁、1985
- 『仏性とは何か』法蔵館〈法蔵選書〉、1985、新装版1997、法蔵館文庫、2019
- 『如来蔵思想』全2巻、法蔵館、1988-90
- 『愛と憎しみの彼岸 講演と随想』鈴木出版、1989
- 『インド思想論』法蔵館、1991
- 『「大乗起信論」を読む』岩波書店〈岩波セミナーブックス〉、1991
- 『唯識入門』春秋社、1992、新装版2003。新版「スタディーズ 唯識」 2018
- 『死は成仏か』佼成出版社、1995
- 『「涅槃経」を読む』岩波現代文庫、2014。解説下田正弘
  - 元版「NHK宗教の時間　涅槃経をよむ」日本放送出版協会 1996。放送テキスト

### 共著・編著
- 『仏教の思想 11　古仏のまねび <道元>』梅原猛共著、角川書店 1969。角川文庫ソフィア 1997
- 『講座・大乗仏教 8 〈唯識思想〉』春秋社 1982、新装版『唯識思想』2001、編集委員
- 『静勝寺史稿』編　静勝寺　1987
- 『仏教・インド思想辞典』 監修早島鏡正、春秋社 1987、新装版2013、編集代表
- 『涅槃経 和訳』編著　東京美術、1993
- 『シリーズ・東アジア仏教』全5巻　木村清孝共編、春秋社 1995-97
- 『なぜ仏教で人は救われるのか 超現代仏教論』ひろさちや共著　春秋社 2007
- 『シリーズ大乗仏教』全10巻、春秋社 2011-13、監修

### 訳・校注など
- 『大乗仏典 12　如来蔵系経典』訳注、中央公論社、1975、新版1980／中公文庫、2004
如来蔵経・不増不減経・勝鬘経・華厳経如来性起品・智光明荘厳経
- 『宝性論』講談社〈インド古典叢書〉、1989。訳著
- 『新国訳大蔵経 文殊経典部 2　維摩経』校註　大蔵出版、1993
- 『大乗起信論』 宇井伯寿共訳注、岩波文庫、1994。旧訳を大幅に改訂
- 『新国訳大蔵経 論集部 1　宝性論・法界無差別論』共校註、大蔵出版、1999
- 『新国訳大蔵経 論集部 2　仏性論・大乗起信論』共校註、大蔵出版、2005
- 『新国訳大蔵経 如来蔵・唯識部 2　楞伽経』共校註、大蔵出版、2015

### 著作集
- 『高崎直道著作集』全9巻、春秋社、2008-10

1. インド思想論
2. 大乗仏教思想論Ⅰ
3. 大乗仏教思想論Ⅱ
4. 如来蔵思想の形成Ⅰ
5. 如来蔵思想の形成Ⅱ
6. 如来蔵思想・仏性論Ⅰ
7. 如来蔵思想・仏性論Ⅱ
8. 大乗起信論・楞伽経
9. 道元思想と日本仏教

### 記念論集
- 『インド学仏教学論集 高崎直道博士還暦記念論集』春秋社、1987

### 論文
- CiNii>高崎直道
- INBUDS>高崎直道

## 参考サイト
- 日本人名大事典『高崎直道』 - コトバンク
- 高崎直道著作集〈第4巻〉如来蔵思想の形成〈2〉 - 紀伊國屋書店BookWeb